# 孙宝玲
孙宝玲，BBM（英語：Junie Sng Poh Leng，1964年6月6日—），前新加坡女子游泳运动员。她曾获1978年亚洲运动会游泳比赛女子400米和800米自由泳金牌。